# یارمحمدوو
یارمحمدوو (به لاتین: Yarmukhametovo) یک منطقهٔ مسکونی در روسیه است که در باشقیرستان واقع شده‌است.